# Список глав государств в 106 году
Список глав государств в 105 году — 106 год — Список глав государств в 107 году — Список глав государств по годам

## Африка
- Мероитское царство (Куш) — Аманихалика, царь (103 — 108)

## Азия
- Армения Великая — Санатрук I, царь (88 — 110)
- Иберия:
  - Картам, царь (75— 106)
  - Митридат III, царь (106— 116)
- Китай (Династия Восточная Хань):
  - Хэ-ди (Лю Чжао), император (88 — 106)
  - Шан-ди (Лю Лун), император (106)
  - Ань-ди (Лю Ху), император (106 — 125)
- Корея (Период Трех государств):
  - Когурё — Тхэджохо, тхэван (53 — 146)
  - Пэкче — Киру, король (77 — 128)
  - Силла — Пхаса, исагым (80 — 112)
- Кушанское царство — Вима Кадфиз, великий император  (105 — 127)
- Набатейское царство:
  - Раббель II Сотер, царь  (70 — 106)
  - с 106 года включено в состав Римской империи
- Осроена — Санатрук I, царь  (91 — 109)
- Парфия:
  - Хосрой, шах (105 — 129)
  - Вологез II, шах (105 — 147)
- Хунну — Тань, шаньюй (98—124)
- Япония — Кэйко, тэнно (император) (71 — 130)

## Европа
- Боспорское царство — Савромат I, царь (90—123)
- Дакия:
  - Децебал, вождь (87—106)
  - с 106 года стала имперской провинцией Римская Дакия
- Ирландия:
  - Туатал Техтмар, верховный король (76—106)
  - Мал мак Рокриде, верховный король (106—110)
- Римская империя:
  - Траян, римский император (98—117)
  - Луций Цейоний Коммод, консул (106)
  - Секст Веттулен Цивика Цериал, консул (106)

## Галерея

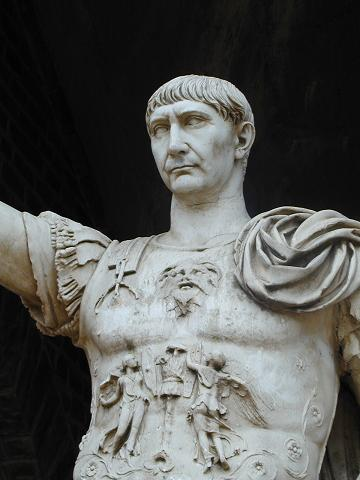
Марк Ульпий Траян 98—117 Император Римской империи
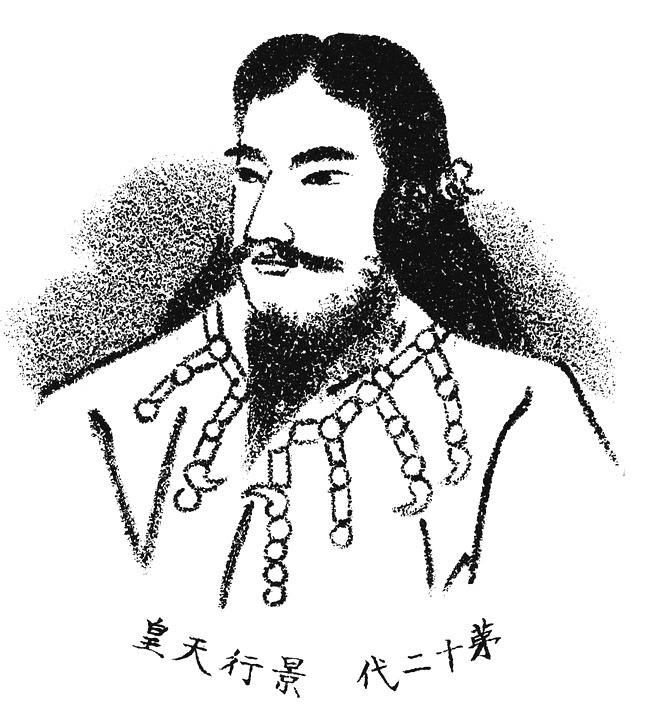
Кэйко 71—130 Император Японии
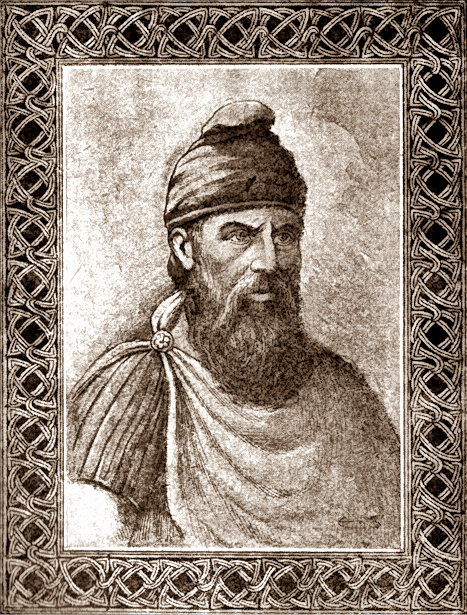
Децебал 87—106 Вождь даков